# Makkabi Brünn
Der Makkabi Brünn (Makabi Brno) ist ein ehemaliger jüdischer Sportverein aus Brünn, der von 1919 bis 1939 bestand. Nachdem der Klub von den Nationalsozialisten aufgelöst worden war, wurde er 1945 wieder gegründet und 1950 von den Kommunisten abermals aufgelöst.

## Die Anfangsjahre
Im frühen 20. Jahrhundert kam es in einer Reihe von europäischen Städten zur Gründung von nationaljüdischen Sportvereinen, so zum Beispiel der VAC Budapest oder der SC Hakoah Wien. Diese Vereine waren im Sinne des von Max Nordau propagierten Muskeljudentums der Körperertüchtigung der jüdischen Bevölkerung gewidmet, um damit eine Basis für die Umsetzung der zionistischen Ziele zu bilden. Auch die 1919 erfolgte Gründung des Brünner Makkabi stand in dieser Tradition.
Der Makkabi war ein polysportiver Verein, dessen Außenwirkung vor allem durch die Fußballabteilung erreicht wurde. Von Anbeginn an beschränkte man sich nicht auf lokale Spieler, sondern versuchte, jüdische Fußballer aus Budapest und Wien für sich zu gewinnen, was nur mit dem Zahlen entsprechender Gagen möglich war. So spielte beispielsweise der ungarische Internationale Alexander Neufeld 1921 in Brünn, während er eine Sperre des österreichischen Verbandes absaß. Erstmals auf sich aufmerksam machten die Brünner 1921, als sie das gesamte Jahr über in den ausgetragenen freundschaftlichen Wettkämpfen ungeschlagen blieben und dabei auch ein Unentschieden gegen Sparta Prag erreichten.
Im Jahr 1922 baute der Verein sein Sportgelände großzügig aus, es wurden neue Tribünen, Kabinen, Tennisanlagen und Leichtathletikeinrichtungen geschaffen. Durch diese Investitionen übernahm sich der Verein finanziell und wurde zahlungsunfähig. Die ausländischen Spieler mussten entlassen werden, man versuchte es mit lokalen Spielern, allerdings ohne die gewünschten Erfolge. Im Laufe des Jahres wurde die Finanzierung des Vereins von lokalen Geschäftsleuten aus der Textilbranche übernommen, die dem Verein ausreichende Mittel zum Aufbau einer Spitzenmannschaft zur Verfügung stellten.

## Die Blütezeit
Erster Neuerwerb war der ungarische Nationalspieler Gyula Feldmann, der auch das Training des Vereins übernahm. Auf Grund der vom Verein gezahlten Gagen konnte eine Reihe weiterer Ungarn verpflichtet werden, wobei viele davon auch in der ungarischen Nationalmannschaft tätig waren, wie Ernő Schwarz und Rezső Nikolsburger. Da die meisten dieser Spieler keine Freigabe ihrer Heimatvereine hatten, wurde der Verein bald vom ungarischen Verband boykottiert.
Durch diese Verpflichtungen wandelte sich der Makkabi zu einer reinen Profimannschaft, die sich von ihren ursprünglichen politischen Wurzeln rasch entfernte. Da die Mannschaft bald fast ausschließlich aus Ungarn bestand, war der Verein auch als „Söldnertruppe“ entsprechend umstritten. Der Spielstärke tat dies jedoch keinen Abbruch, die Mannschaft bestritt eine Reihe von Freundschaftsspielen in Brünn und unternahm ausgedehnte Tourneen durch Europa, wo man sich mit den jeweiligen Spitzenvereinen maß. Im Rahmen einer erfolgreichen Frühjahrstournee wurde beispielsweise Real Madrid mit 3:1 geschlagen, während man dem FC Barcelona unterlag.
Im Laufe des Jahres 1923 wurde die Mannschaft durch Nationalspieler wie Ferenc Hirzer, Árpád Weisz und Gábor Obitz weiter verstärkt. Im November 1923 gastierte der Makkabi in Wien, wo der SK Rapid Wien mit 4:1 geschlagen wurde. Auch Siege gegen Sparta Prag und Juventus Turin gelangen. Die Brünner wurden wegen ihrer Spielstärke als europäische Spitzenmannschaft anerkannt, aber wurden entweder als ungarisches Team wahrgenommen oder waren wegen ihrer Transferpolitik umstritten.

## Der Niedergang
In seiner Absicht, zur europäischen Spitze aufzuschließen, hatte der Verein mittlerweile nicht nur seine ursprünglichen politischen Ziele vernachlässigt, sondern hatte mit der Verpflichtung nichtjüdischer Spieler wie Hirzer und Obitz auch den Verband gegen sich aufgebracht. Der tschechoslowakische Fußballverband wies seinen jüdischen Teilverband, dem der Makkabi angehörte, an, bei dem Verein für Ordnung zu sorgen.
Unter der Drohung des Verbandsausschlusses musste der Verein seine nichtjüdischen Spieler abgeben, woraufhin auch andere Spieler den Verein verließen und die Mannschaft erheblich geschwächt wurde. Auch der Trainer Feldmann verließ den Verein und die neu engagierten Spieler konnten die Abgänge qualitativ nicht ersetzen.
Im Sommer 1924 wurde über den Makkabi ein Spielverbot des Verbandes ausgesprochen, wodurch eine geplante Skandinavientournee nicht zustande kam. Der Verein entschloss sich dazu, die Profifußballmannschaft komplett aufzulösen und nur mehr als Amateurverein tätig zu werden.
Eine Reihe von Spielern der aufgelösten Profimannschaft schloss sich daraufhin dem neu gegründeten Blue Star Brünn an, der dem ungarischen Teilverband angehörte und auch wieder neue ungarische Nationalspieler wie z. B. János Hungler engagierte. Wegen Problemen mit den Spielerverträgen wurde der Verein jedoch vom Verband für mehrere Monate gesperrt. Die Tschechoslowakei führte mit Jahresbeginn 1925 das Berufsspielertum ein, der Antrag des Blue Star auf Teilnahme an der neuen Profiliga wurde vom Verband aber abgelehnt.
Die mangelnden Zukunftsaussichten ließen viele Spieler den Verein verlassen, wobei sich eine Rückkehr nach Ungarn als schwierig erwies, da dort noch kein Profifußball eingeführt war und somit eine Reamateurisierung erfolgen musste, wozu ein Untersuchungsausschuss eingeführt wurde. Durch die fehlenden Einnahmen auf Grund des Spielverbotes und der nicht zustande gekommenen Tourneen wurde der Blue Star zahlungsunfähig und es kam zu einer Fusion mit dem deutsch-böhmischen Brünner SK. Dabei stellte der Blue Star den Großteil der Spieler, während Infrastruktur und finanzielle Mittel vom BSK kamen. In dieser Form wurden 1925 noch einige Spiele ausgetragen, im Juli konnten jedoch die Spielergehälter nicht mehr gezahlt werden und der Verein wurde aufgelöst.
Der Brünner Makkabi existierte als reiner Amateurverein noch bis 1939, ehe er nach der deutschen Besetzung aufgelöst wurde. Einer Neugründung nach Kriegsende folgte 1950 ein weiteres Verbot. Nach der samtenen Revolution kam es 1990 zur Gründung eines neuen Vereins unter dem Namen Maccabi Brno, welcher allerdings keine Fußballabteilung betreibt.

## Ehemalige Spieler (alles ungarische Nationalspieler)
| - József Eisenhoffer (1924) - Gyula Feldmann (1922–1924) - Lajos Fischer (1923–1924) - Árpád Hajós (1923–1925) | - Ferenc Hirzer (1923–1924) - János Hungler (1924) - Alexander Neufeld (1921) - Rezső Nikolsburger (1922–1925) | - Gábor Obitz (1923–1924) - Zoltán Opata (1924) - Antal Pruha (1924–1925) - Izidor (Mór) Rázsó (1923–1925) | - Oszkár Schwartz (1923–1925) - Ernő Schwarz (1922–1923) - Antal Siklóssy (1924–1925) - Árpád Weisz (1923–1925) |